# Katherine Helmond
Katherine Marie Helmond, född 5 juli 1929 i Galveston i Texas, död 23 februari 2019 i Los Angeles i Kalifornien, var en amerikansk skådespelerska. En av hennes mer kända roller, inte minst för svensk publik, är den som Jessica Tate i TV-serien Lödder (1977–1981). Hon gjorde också en roll i Terry Gilliams film Brazil (1985).

## Filmografi i urval
- 1957 – Legenden om Lizzie Borden
- 1974 – Miss Jane Pittmans självbiografi
- 1974 – Gräshopporna
- 1974 – Larry
- 1975 – Hindenburg
- 1976 – Arvet
- 1977–1981 – Lödder (TV-serie)
- 1978 – Getting Married
- 1979–1983 – Benson (TV-serie) (två avsnitt)
- 1981 – Time Bandits
- 1984–1992 – Who's the Boss? (TV-serie)
- 1985 – Brazil
- 1987 – Tjejen som föll överbord
- 1991 – Dold sanning
- 1995 – Liz Taylors hemliga liv
- 1996–2004 – Alla älskar Raymond (TV-serie) (14 avsnitt)
- 1998 – Fear and Loathing in Las Vegas
- 2003 – Beethovens femma
- 2006 – Bilar (röst)
- 2011 – Bilar 2 (röst)